# 아르헨티나 축구 리그 시스템
아르헨티나 축구 리그 시스템은 다음과 같다. 1부와 2부 리그는 AFA에서 직접 주관하는 전국 리그이며, 하위 리그는 AFA에서 직접 주관하는 수도권(Metropolitana) 리그와 각 지역별 축구 협회에서 주관하는 지방(Argentina) 리그로 구분되어 있다. 아르헨티나의 경우 수도권 인구 집중이 심하고, 축구팀들도 수도권에 집중되어 있기 때문이다. 1967년부터 지방 축구 협회에 가입된 팀들도 프리메라 디비시온 등 상부 리그로 진출할 수 있게 되었지만, 아직 상위 리그 대부분의 팀이 연방 수도와 부에노스 아이레스 주를 연고로 하고 있다.
| 등급 | 디비시온                          | 디비시온                       |
| ---- | --------------------------------- | ------------------------------ |
| 1부  | 프리메라 디비시온 20 개팀         | 프리메라 디비시온 20 개팀      |
| 2부  | 프리메라 B 나시오날 20 개팀       | 프리메라 B 나시오날 20 개팀    |
| 3부  | 프리메라 B 메트로폴리타나 21 개팀 | 토르네오 아르헨티노 A 25 개팀  |
| 4부  | 프리메라 C 메트로폴리타나 20 개팀 | 토르네오 아르헨티노 B 48 개팀  |
| 5부  | 프리메라 D 메트로폴리타나 18 개팀 | 토르네오 아르헨티노 C 218 개팀 |
| 6부  | 지역별 축구 리그                  | 지역별 축구 리그               |

## 클라시코
스페인어에서 클라시코(clásico)는 오랜기간 치열한 라이벌 의식이 형성된 축구팀 간의 더비 경기를 가리킨다. 보통은 같은 지역을 연고로 하는 축구팀 사이에 형성된다. 축구역사가 긴 아르헨티나에는 지역별로 많은 클라시코가 형성되어 있는데, 주요 클라시코 목록은 다음과 같다.
- 수페르클라시코 (El Superclásico): 리버 플레이트와 보카 주니어스
- 아베쟈네다 클라시코 (El Clásico de Avellaneda): 인데펜디엔테와 라싱 클럽
- 로사리오 클라시코 (El Clásico Rosarino): 로사리오 센트랄과 뉴얼스 올드 보이스
- 산로렌소와 우라칸
- 클라시코 플라텐세 (El Clásico Platense): 에스투디안테스 라 플라타와 힘나시아 라 플라타
- 엘 산타페시노 (El Santafesino): 콜론 산타페와 우니온 데 산타페
- 엘 코르도베스(El cordobés): 타예레스와 벨그라노
- 엘 투쿠마노 (El tucumano): 산마르틴 투쿠만과 CA 투쿠만
- 클라시코 델 노르테 아르헨티노 (El Clasico del Norte argentino): 힘나시아 후후이 y 힘나시아 살타
- 클라시코 델 오에스테 (El Clásico del Oeste de Buenos Aires): 페로 카릴 오에스테와 벨레스 사르스필드
- 클라시코 델 수르 (El Clásico del Sur de Buenos Aires): 반필드와 라누스
- 아르헨티노스 주니어스와 플라텐세.

아르헨티나 축구 5강(Cinco grandes 싱코 그란데스[*]) 사이의 경기를 클라시코라고 부르기도 한다.

#### 지역별 리그(스페인어)
- 바릴로체 리그
- 추붓 리그
- 리오 네그로 리그
- 멘도사 리그
- 네우켄 리그
- 리오 가제고스(산타 크루스) 리그
- 살타 리그
- 리오하 리그 보관됨 2020-08-05 - 웨이백 머신